# PSV in het seizoen 2023/24 (vrouwen)
Het seizoen 2023/24 is het 12e jaar in het bestaan van de Eindhovense vrouwenploeg van PSV. De ploeg komt uit in de Eredivisie en neemt ook deel aan het toernooi om de KNVB beker.

## Selectie en technische staf

### Selectie[1]
| Nr.             | Nat.                   | Naam               | Competitie  | Competitie  | Beker       | Beker       | Eredivisie Cup | Eredivisie Cup | Totaal      | Totaal      | Seizoen bij PSV | Vorige club            | Contract     |             |             |             |             |
| Nr.             | Nat.                   | Naam               | W           | Goal        | W           | Goal        | W              | Goal           | W           | Goal        | Seizoen bij PSV | Vorige club            | Contract     |             |             |             |             |
| Doelvrouwen     | Doelvrouwen            | Doelvrouwen        | Doelvrouwen | Doelvrouwen | Doelvrouwen | Doelvrouwen | Doelvrouwen    | Doelvrouwen    | Doelvrouwen | Doelvrouwen | Doelvrouwen     | Doelvrouwen            | Doelvrouwen  | Doelvrouwen | Doelvrouwen | Doelvrouwen | Doelvrouwen |
| --------------- | ---------------------- | ------------------ | ----------- | ----------- | ----------- | ----------- | -------------- | -------------- | ----------- | ----------- | --------------- | ---------------------- | ------------ | ----------- | ----------- | ----------- | ----------- |
| 1               | Vlag van België        | Femke Bastiaen     | 1           | 0           | 0           | 0           | 0              | 0              | 1           | 0           | 2e              | Jeugd                  | 30 juni 2024 |             |             |             |             |
| 16              | Vlag van Nederland     | Lisan Alkemade     | 17          | 0           | 1           | 0           | 2              | 0              | 20          | 0           | 3e              | Jeugd                  | 30 juni 2025 |             |             |             |             |
| 26              | Vlag van Nederland     | Moon Pondes        | 4           | 0           | 0           | 0           | 0              | 0              | 4           | 0           | 2e              | PEC Zwolle             | 30 juni 2025 |             |             |             |             |
| Verdedigsters   |                        |                    |             |             |             |             |                |                |             |             |                 |                        |              |             |             |             |             |
| 2               | Vlag van Denemarken    | Sara Thrige        | 10          | 0           | 1           | 0           | 2              | 0              | 13          | 0           | 1e              | AC Milan               | 30 juni 2025 |             |             |             |             |
| 3               | Vlag van Nederland     | Gwyneth Hendriks   | 22          | 2           | 1           | 0           | 2              | 0              | 25          | 2           | 2e              | ADO Den Haag           | 30 juni 2028 |             |             |             |             |
| 4               | Vlag van Nederland     | Senna Koeleman     | 17          | 0           | 1           | 0           | 1              | 0              | 19          | 0           | 3e              | Jeugd                  | 30 juni 2024 |             |             |             |             |
| 5               | Vlag van Nederland     | Melanie Bross      | 22          | 3           | 1           | 0           | 2              | 0              | 25          | 3           | 4e              | Sc Heerenveen          | 30 juni 2025 |             |             |             |             |
| 8               | Vlag van Nederland     | Siri Worm          | 19          | 1           | 1           | 0           | 2              | 0              | 22          | 1           | 2e              | Eintracht Frankfurt    | 30 juni 2025 |             |             |             |             |
| 11              | Vlag van Nederland     | Nadia Coolen       | 15          | 0           | 0           | 0           | 0              | 0              | 15          | 0           | 12e             | Jeugd                  | 30 juni 2024 |             |             |             |             |
| 15              | Vlag van Nederland     | Emmeke Henschen    | 1           | 0           | 0           | 0           | 0              | 0              | 1           | 0           | 2e              | VV Alkmaar             | 30 juni 2024 |             |             |             |             |
| 21              | Vlag van Suriname      | Naomi Piqué        | 3           | 0           | 0           | 0           | 0              | 0              | 3           | 0           | 1e              | Excelsior              | 30 juni 2025 |             |             |             |             |
| 42              | Vlag van Nederland     | Emma Frijns        | 0           | 0           | 0           | 0           | 1              | 0              | 1           | 0           | 1e              | Jeugd                  | 30 juni 2027 |             |             |             |             |
| 48              | Vlag van Nederland     | Veerle Buurman     | 11          | 0           | 1           | 0           | 2              | 1              | 14          | 1           | 1e              | Jeugd                  | 30 juni 2027 |             |             |             |             |
| Middenveldsters |                        |                    |             |             |             |             |                |                |             |             |                 |                        |              |             |             |             |             |
| 6               | Vlag van Nederland     | Janneke Verheijen  | 2           | 0           | 0           | 0           | 0              | 0              | 2           | 0           | 4e              | Jeugd                  | 30 juni 2025 |             |             |             |             |
| 10              | Vlag van Nederland     | Inessa Kaagman     | 2           | 0           | 0           | 0           | 0              | 0              | 2           | 0           | 2e              | Brighton & Hove Albion | 30 juni 2024 |             |             |             |             |
| 14              | Vlag van Nederland     | Laura Strik        | 18          | 0           | 1           | 0           | 2              | 0              | 21          | 0           | 4e              | sc Heerenveen          | 30 juni 2026 |             |             |             |             |
| 20              | Vlag van Nederland     | Nina Nijstad       | 22          | 4           | 1           | 0           | 2              | 1              | 25          | 5           | 1e              | sc Heerenveen          | 30 juni 2028 |             |             |             |             |
| 25              | Vlag van Nederland     | Suzanne Giesen     | 16          | 0           | 0           | 0           | 0              | 0              | 16          | 0           | 1e              | FC Twente              | 30 juni 2024 |             |             |             |             |
| 33              | Vlag van Nederland     | Robine Lacroix     | 1           | 0           | 0           | 0           | 0              | 0              | 1           | 0           | 1e              | Jeugd                  | 30 juni 2026 |             |             |             |             |
| 43              | Vlag van Nederland     | Kealyn Thomas      | 11          | 0           | 1           | 0           | 1              | 0              | 13          | 0           | 1e              | Jeugd                  | Contractloos |             |             |             |             |
| Aanvalsters     |                        |                    |             |             |             |             |                |                |             |             |                 |                        |              |             |             |             |             |
| 7               | Vlag van Nederland     | Zera Hulswit       | 22          | 2           | 1           | 0           | 2              | 0              | 25          | 2           | 3e              | Jeugd                  | 30 juni 2025 |             |             |             |             |
| 9               | Vlag van Nederland     | Joëlle Smits       | 22          | 16          | 0           | 0           | 2              | 2              | 24          | 18          | 4e              | VfL Wolfsburg          | 30 juni 2025 |             |             |             |             |
| 13              | Vlag van Nieuw-Zeeland | Indiah-Paige Riley | 19          | 7           | 0           | 0           | 2              | 0              | 21          | 7           | 1e              | Brisbane Roar          | 30 juni 2025 |             |             |             |             |
| 17              | Vlag van Nederland     | Maxime Snellenberg | 18          | 2           | 1           | 0           | 0              | 0              | 19          | 2           | 4e              | Jeugd                  | 30 juni 2024 |             |             |             |             |
| 18              | Vlag van Nederland     | Shanique Dessing   | 4           | 0           | 0           | 0           | 0              | 0              | 4           | 0           | 2e              | ADO Den Haag           | 30 juni 2025 |             |             |             |             |
| 19              | Vlag van Nederland     | Fleur Stoit        | 18          | 1           | 1           | 0           | 2              | 0              | 21          | 1           | 2e              | Jeugd                  | 30 juni 2025 |             |             |             |             |
| 22              | Vlag van Nederland     | Chimera Ripa       | 22          | 9           | 1           | 1           | 2              | 0              | 25          | 10          | 2e              | Sc Heerenveen          | 30 juni 2028 |             |             |             |             |
| 24              | Vlag van Nederland     | Shi-Jona Martina   | 0           | 0           | 0           | 0           | 0              | 0              | 0           | 0           | 3e              | Jeugd                  | 30 juni 2025 |             |             |             |             |
| 32              | Vlag van Nederland     | Aniek Janssen      | 0           | 0           | 0           | 0           | 0              | 0              | 0           | 0           | 1e              | Jeugd                  | 30 juni 2026 |             |             |             |             |
| 49              | Vlag van Nederland     | Ranneke Derks      | 1           | 0           | 0           | 0           | 2              | 0              | 3           | 0           | 1e              | Jeugd                  | Contractloos |             |             |             |             |
| Nr.             | Nat.                   | Naam               | W           | Goal        | W           | Goal        | W              | Goal           | W           | Goal        | Seizoen bij PSV | Vorige club            | Contract     |             |             |             |             |
| Nr.             | Nat.                   | Naam               | Competitie  | Competitie  | Beker       | Beker       | Eredivisie Cup | Eredivisie Cup | Totaal      | Totaal      | Seizoen bij PSV | Vorige club            | Contract     |             |             |             |             |

### Legenda
| # | Reden                                          |
| - | ---------------------------------------------- |
|   | Heeft de club in het lopende seizoen verlaten. |

### Technische staf
| Naam              | Functie      |
| ----------------- | ------------ |
| Roeland ten Berge | Hoofdtrainer |

## Transfers

### Zomer

#### Aangetrokken 2023/24
| Nat.                   | Naam               | Van           | Contract     | Bijzonderheden |
| ---------------------- | ------------------ | ------------- | ------------ | -------------- |
| Vlag van Nederland     | Nina Nijstad       | Sc Heerenveen | 30 juni 2025 |                |
| Vlag van Suriname      | Naomi Piqué        | Excelsior     | 30 juni 2025 |                |
| Vlag van Nederland     | Suzanne Giesen     | FC Twente     | 30 juni 2025 |                |
| Vlag van Nieuw-Zeeland | Indiah-Paige Riley | Brisbane Roar | 30 juni 2024 |                |

#### Vertrokken 2023/24
| Nat.                | Naam                | Naar                | Bijzonderheden |
| ------------------- | ------------------- | ------------------- | -------------- |
| Vlag van Nederland  | Mandy van den Berg  |                     | Gestopt        |
| Vlag van Nederland  | Esmee Brugts        | FC Barcelona        |                |
| Vlag van België     | Julie Biesmans      | Oud-Heverlee Leuven |                |
| Vlag van Nederland  | Kika van Es         |                     | Gestopt        |
| Vlag van Nederland  | Daniëlle de Jong    | FC Twente           |                |
| Vlag van Nederland  | Jeslynn Kuijpers    | Oud-Heverlee Leuven |                |
| Vlag van Nederland  | Janou Levels        | Bayer 04 Leverkusen |                |
| Vlag van Canada     | Elizabeth Pechersky | Valerenga IF        |                |
| Vlag van Denemarken | Caroline Rask       |                     | Gestopt        |
| Vlag van Nederland  | Dieke van Straten   | FC Utrecht          |                |
| Vlag van Nederland  | Janne Verbakel      | PEC Zwolle          |                |

### Winter

#### Aangetrokken 2023/24
| Nat.                | Naam        | Van      | Bijzonderheden |
| ------------------- | ----------- | -------- | -------------- |
| Vlag van Denemarken | Sara Thrige | AC Milan |                |

#### Vertrokken 2023/24
| Nat.               | Naam             | Naar         | Bijzonderheden |
| ------------------ | ---------------- | ------------ | -------------- |
| Vlag van Nederland | Shanique Dessing | ADO Den Haag | Verhuurd       |
| Vlag van Suriname  | Naomi Piqué      | FC Utrecht   |                |

## Wedstrijdstatistieken

### Oefenwedstrijden
| Oefenwedstrijd 1                                                                     | FC Eindhoven                                                                                | 0 – 2 (0 - 1)    | PSV                                              | Opstelling PSV |
| 15 juli 2023 Aanvangstijd: 13.00 uur Plaats: Eindhoven Jan Louwers Stadion           |                                                                                             | Wedstrijdverslag | Maxime Snellenberg Fleur Stoit                   | Bastiaen, Bross, Koeleman, Hendriks, Worm, Kaagman, Nijstad, Snellenberg, Dessing, Ripa, Hulswit Invalsters: Alkemade, Verheijen, Stoit, Piqué, Janssen, E. Smits, Chibani, Boussatta, Derks                                                                        |
| Oefenwedstrijd 2                                                                     | PSV                                                                                         | 2 – 1 (1 – 0)    | RSC Anderlecht                                   | Opstelling PSV |
| 21 juli 2023 Aanvangstijd: 14.00 uur Plaats: Eindhoven PSV Campus De Herdgang        | Onbekend                                                                                    |                  | Onbekend                                         | Alkemade, Bross, Koeleman, Hendriks, Chibani, Kaagman, Nijstad, Snellenberg, Verheijen, Ripa, Hulswit |
| Oefenwedstrijd 3                                                                     | KRC Genk                                                                                    | 0 – 0 (0 – 0)    | PSV                                              | Opstelling PSV |
| 12 augustus 2023 Aanvangstijd: 19.30 uur Plaats: Genk                                |                                                                                             | Wedstrijdverslag |                                                  | Pondes, Bross, Piqué, Hendriks, Coolen, Worm, Nijstad, Snellenberg, Verheijen, Ripa, Hulswit |
| Oefenwedstrijd 4                                                                     | Paris Saint-Germain                                                                         | 3 – 0 (3 - 0)    | PSV                                              | Opstelling PSV |
| 19 augustus 2023 Aanvangstijd: 13.00 uur Plaats: Parijs Camp des Loges               | Sandy Baltimore 3', 28' Magnaba Folquet 36'                                                 | Wedstrijdverslag |                                                  | Pondes, Bross, Piqué, Hendriks, Coolen, Worm, Nijstad, Snellenberg, Verheijen, Ripa, Hulswit |
| Oefenwedstrijd 5                                                                     | PSV                                                                                         | 3 – 0 (0 - 0)    | MSV Duisburg                                     | Opstelling PSV |
| 23 augustus 2023 Aanvangstijd: 17.00 uur Plaats: Eindhoven PSV Campus De Herdgang    | Zera Hulswit 63' Chimera Ripa 75' Nadia Coolen 89'                                          | Wedstrijdverslag |                                                  | Bastiaen, Hendriks, Koeleman, Verheijen, Hulswit, Worm, Kaagman, Snellenberg, Nijstad, Piqué, Ripa |
| Oefenwedstrijd 6                                                                     | PSV                                                                                         | 3 – 3 (0 – 3)    | RC Lens                                          | Opstelling PSV |
| 26 augustus 2023 Aanvangstijd: 18.30 uur Plaats: Eindhoven PSV Campus De Herdgang    | Chimera Ripa Maxime Snellenberg Siri Worm                                                   | Wedstrijdverslag | 4' Tess David 12' Aude Gbedjessi 17' Emma Smaali | Pondes, Bross, Hendriks, Coolen, Worm, Strik, Nijstad, Snellenberg, Verheijen, Ripa, Hulswit |
| Oefenwedstrijd 7                                                                     | VfL Wolfsburg                                                                               | 4 – 1            | PSV                                              | Opstelling PSV |
| 3 september 2023 Aanvangstijd: 16:00 uur Plaats: Lippstadt Liebelt-Arena             | Alexandra Popp 30' Maria-Joelle Wedemeyer 45' Dominique Janssen 71' (pen.) Fenna Kalma 105' | Wedstrijdverslag | 14' (pen.) Chimera Ripa                          | Alkemade, Bross, Hendriks, Coolen, Worm, Strik, Nijstad, Snellenberg, Kaagman, Ripa, Hulswit |
| Oefenwedstrijd 8                                                                     | PSV                                                                                         | 1 – 2            | ADO Den Haag                                     | Opstelling PSV |
| 22 september 2023 Aanvangstijd: 19:30 uur Plaats: Eindhoven Sportcomplex De Herdgang | Onbekend                                                                                    | Wedstrijdverslag | Anne van Egmond Lobke Loonen                     | Onbekend |
| Oefenwedstrijd 9                                                                     | FC Utrecht                                                                                  | 0 – 4            | PSV                                              | Opstelling PSV |
| 27 oktober 2023 Aanvangstijd: 10:30 uur Plaats: Utrecht Sportcomplex Zoudenbalch     |                                                                                             | Wedstrijdverslag | Onbekend                                         | Onbekend |
| Oefenwedstrijd 10                                                                    | PSV                                                                                         | 1 – 1 (0 – 1)    | Borussia Mönchengladbach                         | Opstelling PSV |
| 30 november 2023 Aanvangstijd: 18:30 uur Plaats: Eindhoven PSV Campus De Herdgang    | Fleur Stoit                                                                                 | Wedstrijdverslag | Onbekend                                         | Pondes, Coolen, Giesen, Worm, Bross, Strik, Dessing, Verheijen, Stoit, J. Smits, Derks Invalsters: E. Smits, Touw, Lensink, Koppelaar, Vermeer |
| Oefenwedstrijd 8                                                                     | PSV                                                                                         | 5 – 2            | Feyenoord                                        | Opstelling PSV |
| 13 december 2023 Aanvangstijd: Onbekend Plaats: Eindhoven PSV Campus De Herdgang     | Fleur Stoit Aniek Janssen Senna Koeleman Janneke Verheijen Ranneke Derks                    | Wedstrijdverslag | Justine Brandau Summer Haesakkers                | Onbekend |
| Oefenwedstrijd 9                                                                     | Manchester United                                                                           | 2 – 1 (1 - 1)    | PSV                                              | Opstelling PSV |
| 5 januari 2024 Aanvangstijd: 18:00 uur Plaats: Paola Tony Bezzinastadion             | Jayde Riviere 34' Nikita Parris 90+4'                                                       | Wedstrijdverslag | 23' Joëlle Smits                                 | Pondes ( 46' Bastiaen), Dessing ( 46' Coolen), Hendriks ( 50' Buurman), Buurman ( 30' Worm), Bross ( 46' Frijns), Strik ( 46' Giesen), Snellenberg ( 46' Nijstad), Ripa ( 46' Thomas ( 72' Janssen), Martina ( 46' Hulswit), Smits ( 46' Stoit), Riley ( 46' Derks) |
| Oefenwedstrijd 10                                                                    | PSV                                                                                         | 1 – 1            | AZ                                               | Opstelling PSV |
| 11 januari 2024 Aanvangstijd: 17.30 uur Plaats: Eindhoven PSV Campus De Herdgang     | Onbekend                                                                                    |                  | Mirte van Bentum                                 | Onbekend |
| Oefenwedstrijd 11                                                                    | PSV                                                                                         | 6 – 3 (2 – 2)    | PEC Zwolle                                       | Opstelling PSV |
| 22 februari 2024 Aanvangstijd: 19.30 uur Plaats: Eindhoven PSV Campus De Herdgang    | Fleur Stoit Shi-Jona Martina Ranneke Derks Onbekend e.d.'                                   |                  | Onbekend                                         | Lensink, Coolen, Martina, Koeleman, Bross, Strik, Worm, Verheijen, Giesen, Stoit, Derks Invalsters: E. Smits, Promes, Vermeer, Peters |
| Oefenwedstrijd 12                                                                    | PSV                                                                                         | 3 – 2            | RSC Anderlecht                                   | Opstelling PSV |
| maart 2024 Aanvangstijd: Onbekend Plaats: Eindhoven PSV Campus De Herdgang           | Onbekend                                                                                    |                  | Lore Jacobs                                      | Onbekend |
| Oefenwedstrijd 13                                                                    | PSV                                                                                         | 3 – 3            | Oud-Heverlee Leuven                              | Opstelling PSV |
| 4 april 2024 Aanvangstijd: Onbekend Plaats: Eindhoven PSV Campus De Herdgang         | Melanie Bross Nadia Coolen Fleur Stoit                                                      | Wedstrijdverslag | Onbekend                                         | Onbekend |
| Oefenwedstrijd 14                                                                    | PSV                                                                                         | 0 – 1 (0 - 0)    | FC Twente                                        | Opstelling PSV |
| 12 april 2024 Aanvangstijd: 15:00 uur Plaats: Eindhoven PSV Campus De Herdgang       |                                                                                             | Wedstrijdverslag | Sophie te Brake                                  | Onbekend |
| Oefenwedstrijd 15                                                                    | 1. FC Köln                                                                                  | 3 – 2 (1 - 1)    | PSV                                              | Opstelling PSV |
| 25 april 2024 Aanvangstijd: Onbekend Plaats: Keulen RheinEnergie Sportpark           | Marleen Schimmer 41' Dóra Zeller 54' Meike Meßmer 88'                                       | Wedstrijdverslag | 20' Indiah-Paige Riley 59' Robine Lacroix        | Onbekend |

### Eredivisie
|       | ADO Den Haag | Ajax  | AZ Alkmaar | Excelsior | Feyenoord | Fortuna Sittard | sc Heerenveen | PEC Zwolle | Telstar | FC Twente | FC Utrecht |
| ----- | ------------ | ----- | ---------- | --------- | --------- | --------------- | ------------- | ---------- | ------- | --------- | ---------- |
| Thuis | 3 – 1        | 3 – 3 | 5 – 1      | 3 – 1     | 1 – 1     | 3 – 0           | 5 – 0         | 3 – 1      | 5 – 0   | 1 – 2     | 4 – 0      |
| Uit   | 0 – 0        | 2 – 1 | 3 – 3      | 1 – 1     | 0 – 2     | 1 – 0           | 1 – 3         | 2 – 0      | 1 – 3   | 3 – 1     | 0 – 2      |

| Speelronde 1                                                                         | PSV                                                                                            | 5 – 0 (1 – 0)    | Telstar                                                                | Opstelling PSV |
| 9 september 2023 Aanvangstijd: 14.00 uur Plaats: Eindhoven PSV Campus De Herdgang    | Joëlle Smits 12' Indiah-Page Riley 63' Gwyneth Hendriks 84' Chimera Ripa 86' Nina Nijstad 88'  | Wedstrijdverslag |                                                                        | Alkemade, Bross, Hendriks, Coolen ( 84' Koeleman), Worm, Kaagman ( 60' Ripa), Nijstad, Verheijen ( 61' Riley), Hulswit, Smits ( 69' Piqué), Snellenberg ( 84' Stoit)       |
| Speelronde 2                                                                         | ADO Den Haag                                                                                   | 0 – 0 (0 – 0)    | PSV                                                                    | Opstelling PSV |
| 15 september 2023 Aanvangstijd: 19.30 uur Plaats: Den Haag Bingoal Stadion           | Daniëlle Noordermeer 82' Louise van Oosten 87'                                                 | Wedstrijdverslag | 55' Melanie Bross                                                      | Alkemade, Nadia Coolen, Hendriks, Worm, Bross, Strik ( 89' Verheijen), Nijstad, Ripa ( 89' Dessing), Hulswit ( 66' Snellenberg), Smits ( 66' Kaagman), Riley ( 80' Stoit)  |
| Speelronde 3                                                                         | PSV                                                                                            | 5 – 1 (5 – 0)    | AZ                                                                     | Opstelling PSV |
| 1 oktober 2023 Aanvangstijd: 12.15 uur Plaats: Eindhoven PSV Campus De Herdgang      | Joëlle Smits 12', 28', 35' Karlijn Woons 23' (e.d.) Nina Nijstad 42'                           | Wedstrijdverslag | 78' Romaissa Boukakar                                                  | Alkemade, Coolen ( 61' Koeleman), Hendriks, Worm ( 61' Giesen), Bross, Strik, Nijstad, Ripa ( 79' Dessing), Hulswit, Smits ( 79' Riley), Snellenberg ( 80' Stoit)          |
| Speelronde 4                                                                         | PEC Zwolle                                                                                     | 2 – 0 (0 – 0)    | PSV                                                                    | Opstelling PSV |
| 6 oktober 2023 Aanvangstijd: 19.30 uur Plaats: Zwolle Sportpark de Vegtlust          | Bo van Egmond 49' Nayomi Buikema 58' Sophie van Vugt 84'                                       | Wedstrijdverslag | 90' Gwyneth Hendriks                                                   | Alkemade, Coolen, Hendriks, Worm, Bross, Strik, Ripa ( 81' Koeleman), Nijstad ( 73' Giesen), Hulswit ( 73' Stoit), Smits ( 73' Henschen), Snellenberg ( 46' Riley)         |
| Speelronde 5                                                                         | Fortuna Sittard                                                                                | 1 – 0 (0 – 0)    | PSV                                                                    | Opstelling PSV |
| 14 oktober 2023 Aanvangstijd: 14.00 uur Plaats: Sittard Fortuna Sittard Stadion      | Tessa Wullaert 59' 90+4'                                                                       | Wedstrijdverslag | 45' Laura Strik 59' Zera Hulswit 84' Siri Worm                         | Alkemade, Coolen ( 86' Koeleman), Hendriks, Worm, Bross, Strik ( 79' Giesen), Ripa, Nijstad, Hulswit ( 79' Stoit), Smits ( 81' (Snellenberg), Riley ( 79' Dessing)         |
| Speelronde 6                                                                         | PSV                                                                                            | 4 – 0 (2 – 0)    | FC Utrecht                                                             | Opstelling PSV |
| 20 oktober 2023 Aanvangstijd: 19.45 uur Plaats: Eindhoven PSV Campus De Herdgang     | Indiah-Page Riley 16' Joëlle Smits 40' (pen.) Chimera Ripa 69' Maxime Snellenberg 81'          | Wedstrijdverslag | 27' Eshly Bakker 51' Van Straten                                       | Alkemade, Coolen ( 81' Piqué), Hendriks, Worm ( 83' Koeleman), Bross, Strik ( 83' Thomas), Ripa, Nijstad, Hulswit, Smits ( 81' Giesen), Riley ( 82' Snellenberg)           |
| Speelronde 7                                                                         | Excelsior Rotterdam                                                                            | 1 – 1 (0 – 0)    | PSV                                                                    | Opstelling PSV |
| 5 november 2023 Aanvangstijd: 14.30 uur Plaats: Rotterdam Van Donge & De Roo Stadion | Kimberley Smit 85' Rachel Kleine 90+2'                                                         | Wedstrijdverslag | 83' Nina Nijstad 90+7' Chimera Ripa                                    | Alkemade, Coolen ( 81' Koeleman), Hendriks, Worm, Bross, Strik, Ripa, Nijstad, Hulswit ( 73' Stoit), Smits ( 62' Snellenberg), Riley ( 81' Giesen)                         |
| Speelronde 8                                                                         | PSV                                                                                            | 1 – 2 (0 – 1)    | FC Twente                                                              | Opstelling PSV |
| 10 november 2023 Aanvangstijd: 19.30 uur Plaats: Eindhoven PSV Campus De Herdgang    | Zera Hulswit 55'                                                                               | Wedstrijdverslag | 4' Marisa Olislagers 54' 62' Renate Jansen 58' Wieke Kaptein           | Alkemade, Coolen ( 79' Koeleman), Hendriks, Worm, Bross, Strik ( 86' Thomas), Ripa, Nijstad, Hulswit ( 86' Stoit), Smits ( 79' Giesen), Riley ( 46' Snellenberg)           |
| Speelronde 9                                                                         | Feyenoord                                                                                      | 0 – 2 (0 – 1)    | PSV                                                                    | Opstelling PSV |
| 17 november 2023 Aanvangstijd: 19.30 uur Plaats: Rotterdam Sportcomplex Varkenoord   |                                                                                                | Wedstrijdverslag | 21' Gwyneth Hendriks 53' Chimera Ripa                                  | Alkemade, Coolen ( 87' Koeleman), Hendriks, Worm, Bross, Strik, Ripa, Nijstad, Hulswit ( 70' Giesen), Smits ( 87' Snellenberg), Riley ( 80' Stoit)                         |
| Speelronde 10                                                                        | Sc Heerenveen                                                                                  | 1 – 3 (0 – 2)    | PSV                                                                    | Opstelling PSC |
| 25 november 2023 Aanvangstijd: 14.00 uur Plaats: Heerenveen Sportpark Skoatterwald   | Dewi Snippe 90+1'                                                                              | Wedstrijdverslag | 7' Joëlle Smits 8' Chimera Ripa 54' Melanie Bross                      | Alkemade, Coolen ( 77' Dessing), Hendriks ( 67' Koeleman), Worm ( 82' Piqué), Bross, Strik, Ripa ( 67' Giesen), Nijstad ( 67' Stoit), Hulswit, Smits, Snellenberg          |
| Speelronde 11                                                                        | PSV                                                                                            | 3 – 3 (1 – 1)    | AFC Ajax                                                               | Opstelling PSV |
| 9 december 2023 Aanvangstijd: 14.00 uur Plaats: Eindhoven PSV Campus De Herdgang     | Joëlle Smits 24' Melanie Bross 57' Isa Kardinaal 84' (e.d.) Chimera Ripa 90+1'                 | Wedstrijdverslag | 32' Quinty Sabajo 59' Romée Leuchter 75' Bente Jansen                  | Alkemade, Coolen ( 82' Koeleman), Hendriks, Worm, Bross, Strik ( 82' Stoit), Nijstad, Snellenberg ( 69' Riley), Hulswit ( 69' Giesen), Smits, Ripa                         |
| Speelronde 12                                                                        | Telstar                                                                                        | 1 – 3 (0 – 2)    | PSV                                                                    | Opstelling Telstar |
| 21 januari 2024 Aanvangstijd: 12.15 uur Plaats: Velsen-Zuid 711 Stadion              | Chinatsu Kira 61' Pauline van de Pol 71' Nikki Ridder 89'                                      | Wedstrijdverslag | 13' Joëlle Smits 18' Indiah-Paige Riley 90' Zera Hulswit               | Pondes, Coolen, Hendriks, Worm ( 90+2' Koeleman), Bross, Nijstad, Giesen ( 75' Buurman), Ripa, Hulswit ( 90+2' Stoit), Smits ( 64' Thomas), Riley ( 64' Snelleberg)        |
| Speelronde 13                                                                        | PSV                                                                                            | 3 – 1 (3 – 0)    | ADO Den Haag                                                           | Opstelling PSV |
| 28 januari 2024 Aanvangstijd: 12.15 uur Plaats: Eindhoven PSV Campus De Herdgang     | Joëlle Smits 3', 16' (pen.) Siri Worm 42'                                                      | Wedstrijdverslag | 75' Lobke Loonen                                                       | Pondes, Thrige ( 71' Coolen), Hendriks, Worm, Bross, Nijstad, Giesen ( 75' Thomas), Snellenberg ( 78' Buurman), Hulswit, Smits ( 89' Koeleman), Ripa                       |
| Speelronde 14                                                                        | PSV                                                                                            | 3 – 1 (1 – 1)    | PEC Zwolle                                                             | Opstelling PSV |
| 3 februari 2024 Aanvangstijd: 14.00 uur Plaats: Eindhoven PSV Campus De Herdgang     | Kely Pruim 28' (e.d.) Joëlle Smits 74' (pen.) 77'                                              | Wedstrijdverslag | 49' 73' Mayke Lindner                                                  | Pondes, Thrige, Hendriks, Worm ( 89' Koeleman), Bross, Nijstad, Ripa, Giesen ( 58' Buurman), Hulswit, Smits, Riley ( 88' Thomas)                                           |
| Speelronde 15                                                                        | FC Utrecht                                                                                     | 0 – 2 (0 – 1)    | PSV                                                                    | Opstelling PSV |
| 11 februari 2024 Aanvangstijd: 12.15 uur Plaats: Utrecht Sportcomplex Zoudenbalch    | Elisha Kruize 81'                                                                              | Wedstrijdverslag | 24' Chimera Ripa 65' Maxime Snellenberg                                | Pondes, Thrige, Hendriks, Buurman, Bross, Nijstad, Ripa, Worm ( 87' Giesen), Hulswit ( 87' Strik), Smits ( 41' Thomas), Snellenberg ( 78' Stoit)                           |
| Speelronde 16                                                                        | PSV                                                                                            | 3 – 0 (2 – 0)    | Fortuna Sittard                                                        | Opstelling PSV |
| 2 maart 2024 Aanvangstijd: 14.00 uur Plaats: Eindhoven PSV Campus De Herdgang        | Indiah-Paige Riley 28' Nina Nijstad 35' Joëlle Smits 62' (pen.)                                | Wedstrijdverslag | 25' Tessa Wullaert                                                     | Bastiaen, Thrige, Hendriks ( 82' Koeleman), Worm ( 73' Buurman), Bross, Nijstad, Ripa ( 84' Thomas), Strik, Hulswit ( 73' Stoit), Smits ( 82' Snellenberg), Riley          |
| Speelronde 17                                                                        | FC Twente                                                                                      | 3 – 1 (1 – 0)    | PSV                                                                    | Opstelling PSV |
| 10 maart 2024 Aanvangstijd: 16.45 uur Plaats: Enschede Sportpark Schreurserve        | Ella Peddemors 28' Elena Dhont 81', 88'                                                        | Wedstrijdverslag | 62' Joëlle Smits                                                       | Alkemade, Thrige ( 83' Koeleman), Hendriks, Worm, Bross, Nijstad, Ripa ( 84' Thomas), Strik ( 79' Giesen), Hulswit ( 79' Stoit), Smits ( 79' Thomas), Riley ( 46' Buurman) |
| Speelronde 18                                                                        | PSV                                                                                            | 1 – 1 (0 – 0)    | Feyenoord                                                              | Opstelling PSV |
| 24 maart 2024 Aanvangstijd: 14.30 uur Plaats: Eindhoven Philips Stadion              | Nina Nijstad 45+1' Chimera Ripa 77'                                                            | Wedstrijdverslag | 59' 76' Ella Van Kerkhoven 60' Sisca Folkertsma                        | Alkemade, Thrige, Hendriks, Buurman, Bross, Nijstad, Ripa, Strik ( 90' Giesen), Hulswit, Smits, Riley ( 85' Snellenberg)                                                   |
| Speelronde 19                                                                        | AZ                                                                                             | 3 – 3 (0 – 2)    | PSV                                                                    | Opstelling PSV |
| 31 maart 2024 Aanvangstijd: 12.15 uur Plaats: Wijdewormer AFAS Trainingscomplex      | Desiree van Lunteren 51' Mirte van Bentum 68' Maudy Stoop 82' Isa Dekker 90' Floor Spaan 90+3' | Wedstrijdverslag | 20', 85' Indiah-Paige Riley 45+2' Joëlle Smits                         | Alkemade, Thrige, Hendriks, Buurman, Bross, Nijstad, Strik, Ripa, Hulswit ( 83' Snellenberg), Smits ( 83' Stoit), Riley ( 89' Koeleman)                                    |
| Speelronde 20                                                                        | PSV                                                                                            | 5 – 0 (2 – 0)    | sc Heerenveen                                                          | Opstelling PSV |
| 20 april 2024 Aanvangstijd: 16.30 uur Plaats: Eindhoven PSV Campus De Herdgang       | Joëlle Smits 3' Nina Nijstad 26' Fleur Stoit 46' Indiah-Page Riley 53' Melanie Bross 79'       | Wedstrijdverslag |                                                                        | Alkemade, Thrige ( 79' Coolen), Hendriks, Buurman ( 70' Koeleman), Bross, Strik, Ripa ( 78' Giesen), Nijstad ( 70' Thomas), Stoit, Smits, Riley ( 78' Hulswit)             |
| Speelronde 21                                                                        | Ajax                                                                                           | 2 – 1 (1 – 0)    | PSV                                                                    | Opstelling PSV |
| 1 mei 2024 Aanvangstijd: 18.45 uur Plaats: Amsterdam Sportpark De Toekomst           | Nadine Noordam 16' Lily Yohannes 27' Sherida Spitse 84' (pen.) Danique Tolhoek 90+2'           | Wedstrijdverslag | 69' (e.d.) Isa Kardinaal                                               | Alkemade, Thrige, Hendriks, Buurman, Bross, Strik ( 82' Worm), Ripa, Nijstad, Hulswit ( 57' Stoit), Smits ( 82' Thomas), Riley ( 78' Lacroix)                              |
| Speelronde 22                                                                        | PSV                                                                                            | 3 – 1 (0 – 1)    | Excelsior                                                              | Opstelling PSV |
| 11 mei 2024 Aanvangstijd: 16.30 uur Plaats: Eindhoven PSV Campus De Herdgang         | Melanie Bross 59' Veerle van Spijk 90+3' (e.d.) Chimera Ripa 90+4'                             | Wedstrijdverslag | 5' Dana Breewel 41' Chelsea Homan 76' Rachel Kleine 76' Yara Helderman | Alkemade, Thrige ( 46' Worm), Hendriks, Buurman, Bross ( 89' Coolen), Nijstad, Strik ( 79' Derks), Ripa, Hulswit ( 46' Stoit), Smits, Riley ( 86' Thomas)                  |

### KNVB Beker
| Achtste Finales                                                                    | sc Heerenveen                           | 2 – 1 (1 – 0)    | PSV              | Opstelling PSV |
| 18 februari 2024 Aanvangstijd: 14:30 uur Plaats: Heerenveen Sportpark Skoatterwald | Janneke Ennema 36' Jet van Beijeren 86' | Wedstrijdverslag | 69' Chimera Ripa | Alkemade, Thrige, Hendriks, Buurman), Bross ( 89' Koeleman), Nijstad, Strik ( 67' Thomas), Worm, Hulswit, Ripa, Snellenberg ( 67' Stoit) |

### Eredivisie Cup
| Halve Finale                                                                | Ajax | 1 – 1 (1 – 2 na verlenging) | PSV                                                                                | Opstelling PSV |
| 15 mei 2024 Aanvangstijd: 19.30 uur Plaats: Amsterdam De Toekomst           | Nadine Noordam 54' Tiny Hoekstra 78' Lois Niënhuis 97'                                                                      | Wedstrijdverslag            | 45' Laura Strik 88' Veerle Buurman 97' (pen) 104' Joëlle Smits 120+1' Zera Hulswit | Alkemade, Thrige ( 84' Koeleman), Hendriks, Buurman, Bross, Strik ( 82' Worm), Nijstad ( 84' Thomas), Ripa ( 105' Frijns), Stoit ( 52' Hulswit), Smits, Riley ( 82' Derks) |
| Finale                                                                      | FC Twente | 3 – 2 (1 – 0)               | PSV                                                                                | Opstelling PSV |
| 24 mei 2024 Aanvangstijd: 19:30 uur Plaats: Enschede Sportpark Schreurserve | Jaimy Ravensbergen 15' Danique van Ginkel 24' Leonie Vliek 68' Ella Peddemors 85' Lieske Carleer 90+4' Ella Peddemors 90+7' | Wedstrijdverslag            | 71' (pen) Joëlle Smits 74' Nina Nijstad 90+6' Gwyneth Hendriks                     | Alkemade, Thrige, Hendriks, Buurman, Bross, Strik ( 88' Worm), Nijstad, Ripa, Hulswit ( 64' Stoit), Smits, Riley ( 74' Derks)                                              |

## Statistieken PSV 2023/24

### Tussenstand PSV in de Nederlandse Eredivisie Vrouwen 2023/24
| Stand | Gespeeld | Gewonnen | Gelijk | Verloren | Punten | Doelpunten voor | Doelpunten tegen | Gele kaarten | Rode kaarten |
| ----- | -------- | -------- | ------ | -------- | ------ | --------------- | ---------------- | ------------ | ------------ |
| 3e    | 22       | 12       | 5      | 5        | 41     | 52              | 24               | 10           | 0            |

### Topscorers
| #              | Naam                         | Goal |
| -------------- | ---------------------------- | ---- |
| 1.             | Joëlle Smits                 | 16   |
| 2.             | Chimera Ripa                 | 9    |
| 3.             | Indiah-Page Riley            | 7    |
| 4.             | Nina Nijstad                 | 4    |
| 5.             | Melanie Bross                | 3    |
| 5.             | Gwyneth Hendriks             | 2    |
| 5.             | Zera Hulswit                 | 2    |
| 5.             | Maxime Snellenberg           | 2    |
| 9.             | Fleur Stoit                  | 1    |
| 9.             | Siri Worm                    | 1    |
| Eigen doelpunt |                              |      |
| 1.             | Isa Kardinaal (Ajax)         | 2    |
| 2.             | Karlijn Woons (AZ)           | 1    |
| 2.             | Kely Pruim (PEC Zwolle)      | 1    |
| 2.             | Veerle van Spijk (Excelsior) | 1    |
| Totaal         | Totaal                       | 52   |

| #      | Naam         | Goal |
| ------ | ------------ | ---- |
| 1.     | Chimera Ripa | 1    |
| Totaal | Totaal       | 1    |

| 1. | Joëlle Smits   | 2      |           |              |
| 2. | Veerle Buurman | 1      | valig=top | Nina Nijstad |
| 2. | Totaal         | Totaal | 4         |              |

| #      | Naam               | Goal |
| ------ | ------------------ | ---- |
| 1.     | Fleur Stoit        | 7    |
| 2.     | Chimera Ripa       | 3    |
| 3.     | Nadia Coolen       | 2    |
| 3.     | Ranneke Derks      | 2    |
| 3.     | Maxime Snellenberg | 2    |
| 6.     | Melanie Bross      | 1    |
| 6.     | Zera Hulswit       | 1    |
| 6.     | Aniek Janssen      | 1    |
| 6.     | Senna Koeleman     | 1    |
| 6.     | Robine Lacroix     | 1    |
| 6.     | Shi-Jona Martina   | 1    |
| 6.     | Indiah-Paige Riley | 1    |
| 6.     | Joëlle Smits       | 1    |
| 6.     | Janneke Verheijen  | 1    |
| 6.     | Siri Worm          | 1    |
| 6.     | Eigen doelpunt     | 1    |
| Totaal | Totaal             | 27   |

### Kaarten
| #      | Naam             | Kreeg geel |
| ------ | ---------------- | ---------- |
| 1.     | Melanie Bross    | 2          |
| 1.     | Nina Nijstad     | 2          |
| 3.     | Gwyneth Hendriks | 1          |
| 3.     | Zera Hulswit     | 1          |
| 3.     | Joëlle Smits     | 1          |
| 3.     | Laura Strik      | 1          |
| 3.     | Sara Thrige      | 1          |
| 3.     | Siri Worm        | 1          |
| Totaal | Totaal           | 10         |

| #      | Naam   | Kreeg voor de tweede keer geel en dus rood |
| ------ | ------ | ------------------------------------------ |
| –      |        | 0                                          |
| Totaal | Totaal | 0                                          |

| #      | Naam   | Weggestuurd |
| ------ | ------ | ----------- |
| 1.     |        |             |
| Totaal | Totaal | '           |

## Voetnoten
ADO Den Haag · 
Ajax · 
AZ · 
Excelsior · 
Feyenoord · 
Fortuna Sittard · 
sc Heerenveen · 
PEC Zwolle · 
PSV · 
Telstar · 
FC Twente · 
FC Utrecht